# Soljani

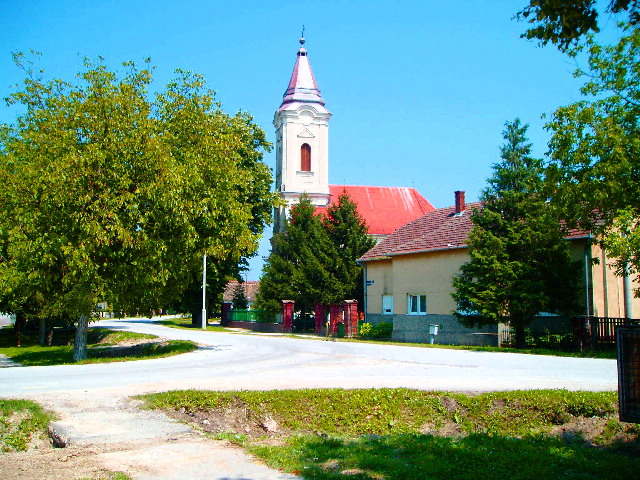
Soljani

Soljani ist ein kleines Dorf in der kroatischen Region Slawonien unweit der Grenze zu Serbien, Bosnien-Herzegowina und gehört zur Gespanschaft Vukovar-Syrmien. Es befindet sich im südlichen Teil der Provinz Županja-Posavina. Die wichtigsten Straßen von Soljani gehen in 3 Richtungen: zu Vrbanja (Norden), Drenovci (West) und Strošinci (Süd-Ost). Der Name des Dorfes wurde erstmals im Jahre 1329 (Sauly, Sali possesio) erwähnt und kommt von dem kroatischen Wort für Salz (kroatisch: Sol). In Soljani leben 1554 Einwohner (2001).

## Geschichte
Der Name Soljani (Sauly, Sali possesio) wurde zum ersten Mal im Jahre 1329 erwähnt.

## Kultur
- KUD "Slavonija", Folkloreverein
- SKUD "Andrija Pekar", slowakisches Folklorverein

## Sport
- NK "Slavonija", Fußballverein – Der Verein wurde im Jahre 1933 gegründet.